# Maud West
Maud West, född 1880, död 1964, var en brittisk privatdetektiv.  Hon öppnade 1905 sin egen detektivbyrå i London, och blev känd som 'London's Lady detective'. Hon har kallats Storbritanniens första kvinnliga privatdetektiv. 